# Haplohymenium pseudotriste
Haplohymenium pseudotriste là một loài Rêu trong họ Thuidiaceae. Loài này được (Müll. Hal.) Broth. mô tả khoa học đầu tiên năm 1907.